# 爱知医疗学院短期大学
爱知医疗学院短期大学（日语：／ Aichi Iryō Gakuin Tanki Daigaku *），简称爱医短或医短（いたん），是一所位于日本爱知县清须市的私立短期大学。

## 概要

### 简介
- 学校最早可以追溯到1982年[1]，短期大学成立于2008年[1]，专科学校被合并向短期大学及专科成立于2010年[1]。由学校法人佑爱学园成立。以「佛心尽障」为建学精神[2]。

### 历史
- 2008年 爱知医疗学院短期大学成立并同时设置复健医学科。
  - 物理治疗学专攻
  - 职能治疗学专攻[1]。
- 2010年 专科成立[1]。

### 宪章
- 请参看爱知医疗学院短期大学的标志 （页面存档备份，存于） （日語） 2013年11月20日阅览。

## 学校环境
- 校区：爱知县清须市

## 历任校长
- 万岁登茂子：第一代短期大学校长
- 舟桥启臣：第二代短期大学校长[3]

## 组织

### 学科
- 复健医学科[注 1]  　
  - 物理治疗学专攻[注 2]
  - 职能治疗学专攻[注 3]

### 专科
| - 复健科学专攻 |

### 业余课程
| - 没有 |

## 相关链接
- 日本短期大学列表